# 英國皇家空軍第2戰術航空軍
英國皇家空軍第2戰術航空軍（2TAF）是英國皇家空軍在第二次世界大戰期間組建的三支戰術航空軍之一。由英國皇家空軍，英聯邦國家的空軍，以及來自納粹德國佔領下的歐洲流亡空軍人員和中隊組成。1945年更名為英國佔領軍航空軍，2TAF於1951年重組，並於1959年成為英國駐德皇家空軍。

## 編制
2TAF成立於1943年6月1日，作為陸軍協同作戰司令部下的戰術空軍總部，成立目的與一年後入侵歐洲的準備工作有關。它接收了戰鬥機司令部和轟炸機司令部的單位，以形成一支能夠在戰場上支援英國陸軍的部隊。轟炸機司令部提供第2聯隊和輕轟炸機; 戰鬥機司令部被分拆成保留了戰鬥機部隊負責防衛英國本土的大不列顛防空司令部，操作飛機的第83聯隊和第84聯隊，與及管理地勤部隊的第85聯隊編屬於新組建的第2戰術航空軍。此外，第38聯隊的拖曳式突擊滑翔機部隊和提供戰略照片偵察的第140中隊在成立之初也是第2戰術航空軍的一部分。

## 第二次世界大戰
2TAF的第一任指揮官是約翰·阿爾比亞克中將，他於1944年1月21日由亞瑟·康寧漢中將繼任。康寧漢在支援地面快速推進的作戰行動方面擁有豐富的經驗，因為他在北非和義大利曾經指揮另一支戰術航空軍; 沙漠航空軍。他磨練2TAF以應對面臨的挑戰，並將從義大利戰場的許多經驗教訓引進第2戰術航空軍的教條，包括使用戰鬥轟炸機輪候順序系統進行密接空中支援。

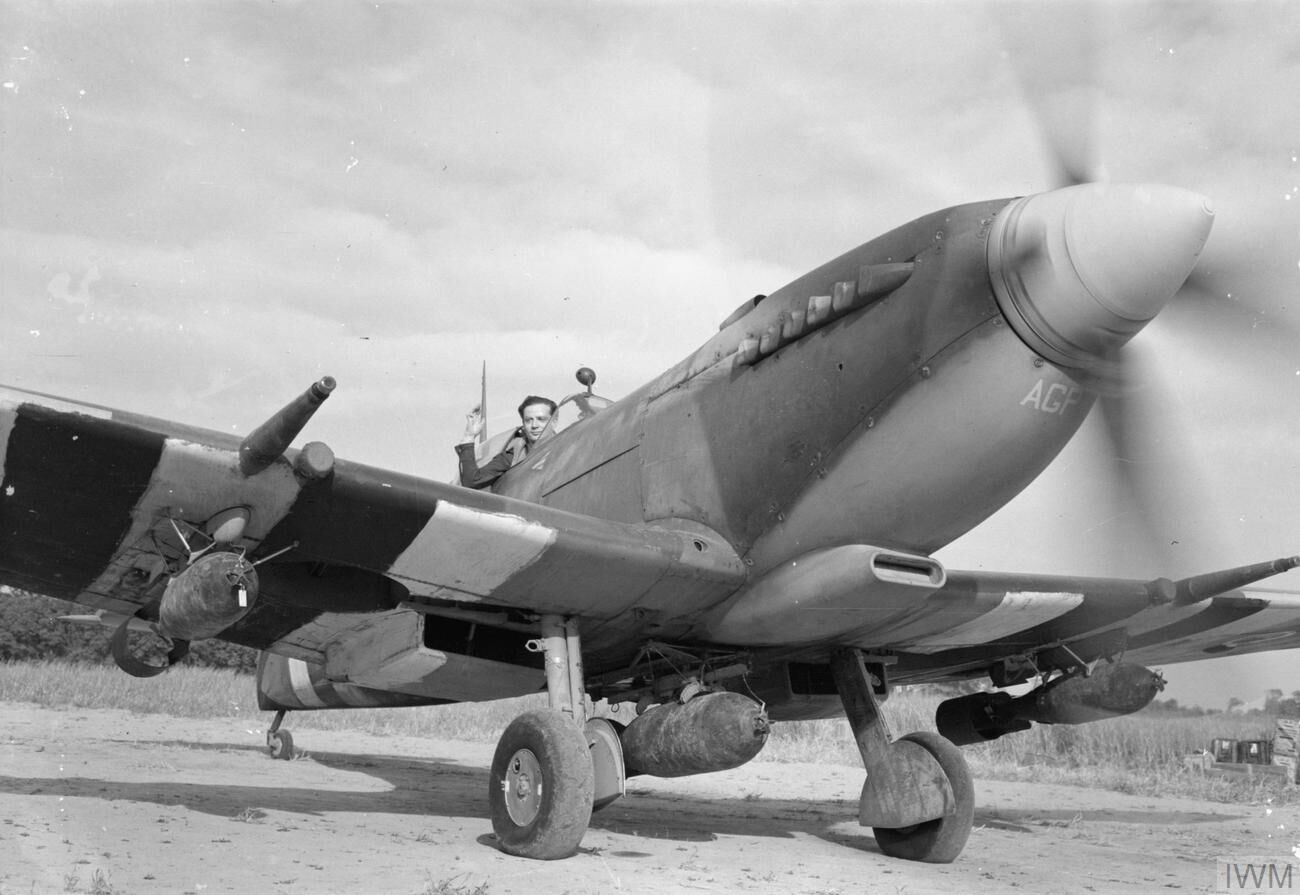
駕駛噴火戰鬥機Mk IX的2TAF第125大隊的指揮官傑弗里·佩奇，從諾曼底濱海隆格起飛出擊，（1944年6月）。

在整個大君主作戰中擔任空中觀測海軍艦炮支援的彈著點訊識的是第2戰術航空軍的第34偵照大隊，由英國皇家海軍準將E.C.桑頓指揮。該大隊包括英國皇家空軍第2中隊、第26中隊、第63中隊、第268中隊、加拿大皇家空軍第414中隊、英國皇家海軍第885中隊、海軍第808中隊、海軍第886中隊、海軍第897中隊，以及美國海軍的第7觀測中隊。
在戰爭的後期階段，納粹德國空軍只是從前強大組織的一個柔弱無力的影子。2TAF大部分時間都花在支援盟軍遠征部隊最高司令部左翼的英國和加拿大地面部隊上。一個特別的例外是在1945年元旦的地板行動，德國空軍發動的最後一次大型攻擊，當時2TAF在地面上蒙受重大損失。
1945年1月20日，第616中隊的四架格羅斯特流星戰鬥機被轉移到比利時的梅爾斯布魯克基地，並隸屬於第2戰術航空軍。
1945年2月，第87運輸聯隊成立，成為第2戰術航空軍/英國佔領軍航空軍的一部分，但在1946年7月15日聯隊規模被縮編為第87大隊。

## 二戰後
1945年7月15日，第2戰術航空軍更名為英國佔領軍航空軍。最初是一支由四個聯隊（2，83，84，85聯隊）組成的大型編制部隊，但第2聯隊於1947年5月1日解散。
到1947年底，部隊已經縮減到三個機場總計十個中隊，全部由駐巴特艾爾森的空軍總部直接管理。 1951年，英國佔領軍航空軍恢復原來第2戰術航空軍的名字，並於同年9月1日重組。
1951年9月1日，重組後的第2聯隊再次調往2TAF，但於1958年11月15日再次解散。1952年至1958年，第83聯隊管理2TAF的南部地區。1956年7月1日，第2聯隊旗下大隊似乎包含在阿爾洪(第125大隊)，法斯貝格皇家空軍基地(第121大隊)，由轟炸機司令部管理的第551大隊，耶弗爾(第122大隊)，韋策(第34大隊)，奧爾登堡皇家空軍基地(第124大隊)和文斯托夫皇家空軍基地(第123大隊)，而第83聯隊直屬大隊則在布魯根皇家空軍基地，塞勒，蓋倫基興皇家空軍基地，瓦恩皇家空軍基地和韋登拉特皇家空軍基地。
第2戰術航空軍於1959年1月1日被重新命名為英國駐德皇家空軍，與此同時駐德皇家空軍指揮官成為北約第2盟軍戰術空軍(2 ATAF)的司令。

## 指揮官

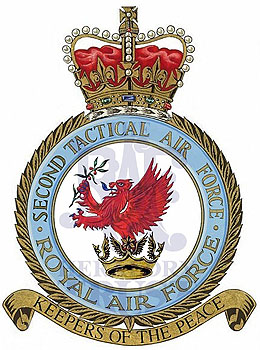
第2戰術航空軍官方徽章

### 第2戰術航空軍
- 約翰·阿爾比亞克（英语：John d'Albiac）中將 1943年6月1日
- 亞瑟·康寧漢（英语：Arthur Coningham (RAF officer)）中將 1944年1月21日

### 英國佔領軍航空軍
- 肖爾托·道格拉斯（英语：Sholto Douglas, 1st Baron Douglas of Kirtleside）上將 1945年7月15日
- Philip Wigglesworth（英语：Philip Wigglesworth）中將 1946年2月1日
- Thomas Williams (RAF officer)（英语：Thomas Williams）中將 1948年10月30日

### 第2戰術航空軍
- Robert Foster (RAF officer)（英语：Robert Foster）上將 1951年10月1日
- Harry Broadhurst（英语：Harry Broadhurst）中將 1953年12月3日[8]
- Percy Bernard, 5th Earl of Bandon（英语：The Earl of Bandon）中將 1956年1月22日
- Humphrey Edwardes-Jones（英语：Humphrey Edwardes-Jones）中將 1957年6月1日

### 英國駐德皇家空軍
- Humphrey Edwardes-Jones（英语：Humphrey Edwardes-Jones）中將 1959年1月1日
- John Grandy（英语：John Grandy）中將 1961年1月7日
- Ronald Lees（英语：Ronald Lees）中將 1963年6月25日
- Denis Spotswood（英语：Denis Spotswood）中將 1965年12月6日
- Christopher Foxley-Norris（英语：Christopher Foxley-Norris）中將 1968年7月16日
- Harold Brownlow Martin（英语：Harold Brownlow Martin）中將 1970年11月10日
- Nigel Maynard（英语：Nigel Maynard）中將 1973年4月4日
- Michael Beetham（英语：Michael Beetham）中將 1976年1月19日
- John Stacey（英语：John Stacey）中將 1977年7月25日
- Peter Terry（英语：Peter Terry）中將 1979年4月30日
- Thomas Kennedy (RAF officer)（英语：Thomas Kennedy）中將 1981年2月2日
- Patrick Hine（英语：Patrick Hine）中將 1983年4月9日
- David Parry-Evans（英语：David Parry-Evans）中將 1985年7月1日
- Anthony Skingsley（英语：Anthony Skingsley）中將 1987年4月13日
- Roger Palin（英语：Roger Palin）中將 1989年4月14日
- Andrew Wilson (RAF officer)（英语：Andrew Wilson）中將 1991年4月22日

### 引用
1. ↑  Pine, L G. . London: Routledge & K. Paul. 1983: 122. ISBN 0-7100-9339-X.
2. ↑  . rafht.co.uk.   [2019-09-01]. （原始内容存档于2022-10-22）.
3. ↑  Royal Air Force, RAF Narrative on the Liberation of North West Europe (Maxwell AFB, Ala.: AFHRA, USAF Collection, call no. 512.041-38 vol. 1, IRIS no. 00895753, 1946), 8.
4. ↑  Mersky, Peter. . Proceedings (United States Naval Institute). 1986, 112 (12): 105&106.
5. ↑  .   [2010-02-27]. （原始内容存档于2010-03-28）.
6. ↑  Group Captain W J Taylor OBE, Historical Background, The RAF in Germany 1945–1993
7. ↑  .   [2013-08-03]. （原始内容存档于2019-03-12）.
8. ↑  .   [2022-10-19]. （原始内容存档于2022-10-21）.

## 外部連結
- https://www.raf.mod.uk/our-organisation/units/air-historical-branch/regional-studies-post-coldwar-narratives/the-raf-in-germany-1945-1978/ （页面存档备份，存于）
- Air of Authority – A History of RAF Organisation – Overseas Commands